# Сонго’о, Жак
Жак Селестен Сонго’о (фр. Jacques Songo'o; 17 марта 1964 года, Сакбайен, Камерун) — камерунский футболист, вратарь. Участник 4-х чемпионатов мира. В списке лучших футболистов XX века по версии МФФИИС занял шестое место среди вратарей Африки. Двукратный победитель Кубка африканских наций. Его сын Франк также футболист, игравший за сборную Камеруна.

## Карьера

### Клубная
Жак Сонго'о начинал карьеру в клубе «Канон Яунде», играя за молодёжный состав. Но игроком основы он не стал и был продан французскому «Тулону». За эту команду он играл с 1989 по 1992 год. Потом перешёл в «Ле-Ман» на правах аренды, отыграв там один год. В 1993 стал игроком «Меца». За три года он сыграл 101 матч. В сезоне 1995/96 выиграл Кубок французской лиги. В 1996 году уехал в Испанию и стал играть за «Депортиво». С клубом он выиграл чемпионат Испании в сезоне 1999/00 и Суперкубок в 2000 году. В 1997 году стал обладателем трофея Рикардо Саморы, который вручается вратарю, пропустившему меньше всех голов в чемпионате Испании за сезон. После «Депортиво» в 2001 году вернулся в «Мец». В 2003 году вернулся в Испанию, где и завершил карьеру в 40 лет.

## Достижения
«Мец»
- Обладатель Кубка французской лиги: 1995/96

 «Депортиво»
- Чемпион Испании: 1999/00
- Обладатель Суперкубка Испании: 2000